# 陳立夫
陳立夫（1900年8月21日—2001年2月8日），名祖燕，字立夫，以字行，浙江省吳興縣（今浙江省湖州市吳興區）人，北洋大学（今天津大学）採礦學系畢業。1924年，獲美國匹茲堡大學採礦學碩士學位。父陳其業，字勤士，兄陳祖燾，字果夫。其二叔陳其美，於辛亥革命初期與黄兴同為孫中山的左右股肱，陳其美與蔣中正關係密切，為蔣中正結義之兄，將蔣中正引薦於孫中山，而蔣提拔陳果夫、陳立夫兩兄弟，蔣陳兩家可以說是沒有陳其美就沒有蔣中正，沒有蔣中正也沒有陳氏二兄弟的相互提拔的關係。陳立夫另外曾化名李融清、辜君明。

## 生平

### 早年生活
陳立夫與其兄陳果夫是中國國民黨重要人物。兄弟倆早年入私塾，師為若臣。1911年，陈立夫迁居上海后考取了南洋路矿学校，毕业后，陈立夫因家中被袁世凯抄家，家庭经济拮据难以继续支持其学业。但其执意求学，私下报考了位于天津的国立北洋大学。1917年，陳立夫以上海第5名的成績考入天津北洋大學學工礦后，家中同意其继续学业并为其筹集学费，就学期间，陈立夫曾为其老家湖州的富人测量田地、绘制地图，赚取学杂费，以维持学业。自北洋大学畢業后，陈立夫赴美留學。1924年，他取得美國匹茲堡大學冶礦碩士，在史克蘭敦當了8個月的實習礦工后回國。
陳立夫后來在回憶錄裡講，他原來準備接受中興煤礦公司聘任採礦工程師赴美工作，向蔣中正辭行，大哥陳果夫轉來蔣的兩份電報，蔣表示希望陳立夫能到廣州協助自己。陳立夫志向本不在政治，但因陳果夫的勸說以及與蔣的叔輩關係，還是去了廣州。原以為只是幫忙一段時間，便馬上再回去投身採礦。但在北伐前夕，當時蔣中正廣羅人才留用了陳立夫，陳從此踏入政壇，沒成為一名工程師，棄工從政。
陳立夫27歲即出任蔣中正的機要秘書，深得信任。29歲任中央黨部秘書長，是國民黨史上最年輕的中央黨部秘書長，負責人事及組織工作。1931年，31岁的陳立夫任国民党中央组織部部长，中央组織部是國民黨黨內安全特務機構。中央組織部調查科下面有三個組：第一組組長是徐恩曾，第二組組長是戴笠，第三組組長為丁默邨。后來一組、二組分別發展壯大成中統局和軍統局，丁默邨的三組被撤銷，導致丁默邨投靠汪兆銘，而作家張愛玲的短篇小說《色，戒》，就被認為是在講述丁默邨投靠汪兆銘後的故事。在國民黨內，陳果夫和陳立夫的派系被稱為「二陳」或者CC系。CC系雖被稱為二陳的私人系統，實際上所指的是當時的中央人士所聚集的中央俱樂部（Central Club）。二陳掌管國民黨黨務機構，時稱「蔣家天下陳家黨」。而在所謂民國四大家族中，只有陳家與蔣宋孔三家沒有姻親關係。
陳立夫在中國醫學的維護與轉型中，也扮演過重要角色。1920年代，中國鼠疫、瘧疾等傳染病肆虐，中醫遭到西醫藥物壓制，被汪兆銘為首的官員強硬取締。陳立夫和其兄長陳果夫挺身而出，與胡漢民等學者在1930年召開「國醫館籌備大會」，要「以科學方法整理中醫學術」，陳立夫被推為理事長，後來這一天，也成為國醫節，使中醫避過被廢除的命運，可以說中醫是由二陳出面所拯救留下的。陳立夫因破解軍事密碼電文而獲蔣介石頒發的銀洋四千元，以這筆錢於1931年10月10日在南京創辦「正中書局」。
1937年1月1日，毛澤東、周恩來電潘漢年稱，速與陳立夫接洽，中共願與宋子文、孫科、馮玉祥各方面商洽團結一致挽救危局之方法；並告知紅軍已集結訓練，靜待劃定防地，準備抗日，絕無擾亂中央軍及侵入中國國民黨區域之企圖:5328。1月2日，中共中央指示潘漢年以全權代表身份與蔣中正、陳立夫繼續交涉；並指示其了解蔣中正與何應欽對西安問題意見是否一致；中共在當前仍保持調人之地位:5328。4月，蔣經國到南京拜訪陳立夫。蔣經國抱怨蔣中正還沒見他。陳立夫說：「你現在還是共產黨員，而且還寫信罵他，你必須先寫信給他，向他報告，你已經不是共產黨員，希望加入國民黨。」

### 國府教長任内

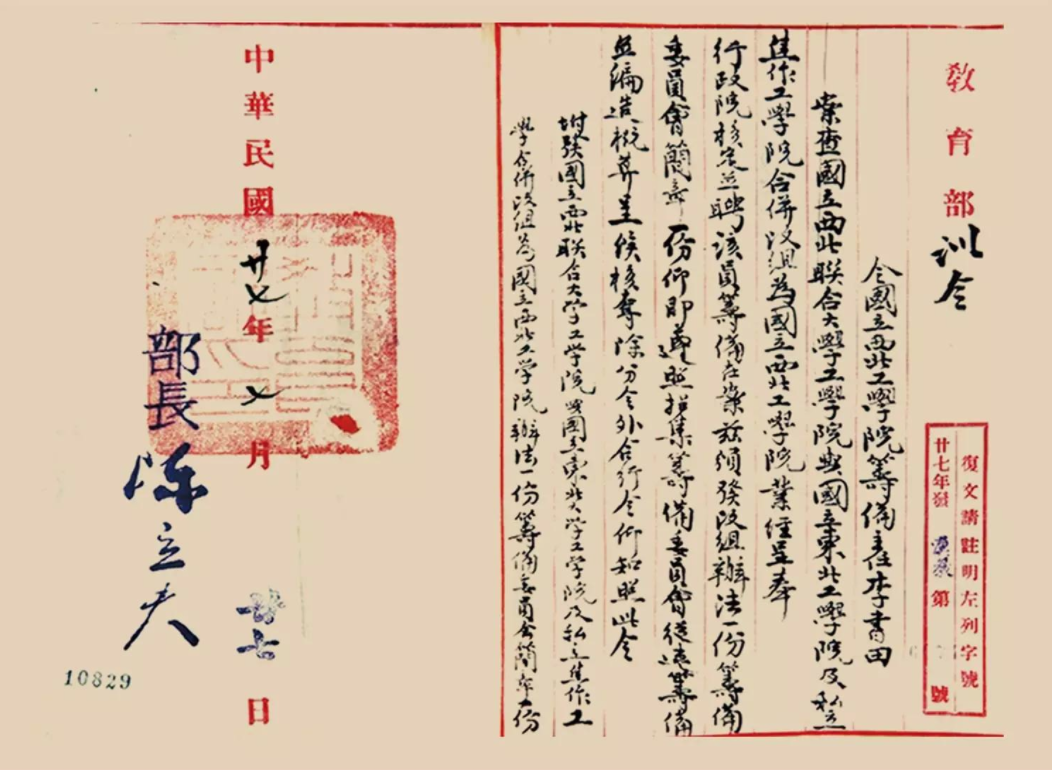
陈立夫任教育部长时签署的组建国立西北工学院的教育部训令

1938年，陳立夫38岁任教育部長，正是抗戰最艱辛時刻，陳立夫堅持教育是百年大計，當時喊出「戰時如平時」口號，陳任部長後的首要工作，便是主持了大学内遷，遷得最遠的便是北京大学、清华大学以及南开大学，初迁长沙，合设长沙临时大学，再迁蒙自和昆明，改称西南联大，西南联大后来也创造了中国教育史的一个奇迹。陳立夫任部长時期另外實施“貸金”政策，由國家借钱給學生念書，成立了“贷金”，也就是现在的助学贷款來幫助學生唸書及出國留學，造就許多現代對國家有成就之學者。諾貝爾獎金得主楊振寧、李政道二位就是其中受惠者。另外大学全国统一招生制度、全国各级教育、师范教育培训制度和教師退休金制度以及教師節等，也都是他在任教育部部长时创立的。
在烽火連天的歲月，陳立夫還做過一件當時看來似乎不急卻影響綿遠的事。為了獎勵外國青年研究中國的語文、歷史和文化，增進對中國的瞭解，1944年，中國在英國的牛津、倫敦，美国哈佛、耶魯、芝加哥、哥倫比亞，印度的加爾各答等十來所大學，共設立了50個名額的獎學金，每年每個名額提供1500美金，凡是在這些大學肄業的非中國學生選學中國語言、歷史、政治、經濟、地理等學科一年以上，有相當成績者都可申請。以後又擴大到英國劍橋、美國等多所名牌大學。這一獎學金專案延續到1948年度國民黨將要潰敗前夕。享受過這一獎學金的學生中，出現了不少汉学家，其中如耶魯大學的名教授吳克 （Prof. Richard L. Wallker）、曾任哥倫比亞大學副校長的狄百瑞（Prof.W.T.Debary） 等。
1947年，陳立夫當上了《時代》Time雜誌一期的封面人物。4月7日，中國國民黨中常會通過蔣中正提出之國府五院院長名單，孫科為國府副主席，張群、孫科、居正、于右任、戴傳賢分別為行政、立法、司法、監察、考試五院院長；中央政治委員會委員：張人傑、李煜瀛、馮玉祥、閻錫山、柏文蔚、熊克武、孔祥熙、程潛、李宗仁、何應欽等，秘書長陳立夫:8336。

### 1948年後
1948年陳立夫曾受命到美國為杜威助選，結果杜威落選，而國民黨亦因而開罪上臺之杜魯門。另任中央政校代校長，後又擔任國大代表、立法院副院長及行政院政務委員等職，可說歷任所有黨政要職，陳立夫还成了《时代》杂志1947年5月26日號一期的封面人物。
1949年3月1日，陳立夫於台中發表談話稱：「合則相親，異則相對，強不凌弱，眾不暴寡，乃和平之真諦。」；並云今後將從事倫理哲學撰述工作:8831。中华民国搬迁台湾後，蒋介石為整頓在台勢力，並受到陳誠掌握軍權逼迫，蒋介石面临党内空前的压力。1950年3月，在陳立夫辭去行政院政務委員後，蔣介石聘其為總統府資政；7月26日，蒋介石宣布由他指定的中央改造委员和中央评议委员名单，陈果夫只得了个中央评议委员的虚衔，陈立夫则完全被排除在外。
1950年8月，陳立夫以参加道德重整会议的名义，带全家离开台湾出國，定居美国新泽西州的一个小镇，开始了远离政治的生活，以經營農場養雞、賣皮蛋、粽子等食品為生。1951年，陳果夫在臺灣去世。當時蒋介石給陳立夫一封信，告之已處理陳果夫的喪事，暗示陳立夫不要回臺灣，蒋介石曾兩次親臨弔唁陳果夫這位黨國要員，卻沒有讓陳立夫回國奔喪，主要是因為台灣原是陳誠經營起來的，陳立夫是蔣中正原來的膀臂，蒋介石出於對台灣政治穩定的考慮，用人謀事不得不權衡應對。1961年，陳立夫第一次獲准回來探望他病重的父親，陳立夫因為人氣太旺，回臺灣的時候來機場接他的人爆滿，當時陳立夫雖離開政治中心已11年，但在台灣及國民黨內的人氣還是很高。為了避免陳誠猜忌，陳立夫在處理父親後事後并未久留就回了美國。陳在美養雞時間曾多次受蔣中正邀任職務，其中包括聯合國代表，日本大使，考試院院長，西班牙大使，希臘大使，以及巡迴大使，但陳立夫均未接受。
陳立夫在美國為了謀生，製售皮蛋、辣椒醬、粽子，在唐人街華人中小有名氣。同时，陳立夫写作完成了《四書道貫》一书。

### 晚年生活
晚年受招回臺灣後陳立夫多次婉拒蔣中正提出之政治職務，但總是以總統府資政的身分襄助文化復興運動。陳在大陸時已大力提倡中華文化，回台後更專注於文化上的工作，在蔣中正授命下於臺中市中國醫藥學院擔任董事長，將中國醫藥學院提昇到現今的規模並成立中國醫藥學院附屬醫院，尤其對中醫的保存以及貢獻功不可沒。
1982年12月1日，蔣經國函電宋美齡：

「陳立夫則以父親拒絕離粵據為己功六十八年立夫為此說時兒即已發表『沉思於慈湖之畔』一文以事實予以澄清」

1983年1月24日，宋美齡函電蔣經國：

「沉思於慈湖之畔一冊見書內答復立夫對父親之說法非常適當甚慰」

陳立夫在1982（民國71）年4月8日獲得第一屆行政院象徵文化界最高榮譽的「行政院文化獎」，以表揚對維護發揚中華文化之特殊貢獻。頒獎儀式於行政院大禮堂舉行首屆頒獎典禮，由前總統嚴家淦主持，包括行政院長孫運璿、各機關首長及得獎人家眷共100多人參加。
90歲那年，以一生寫書法募款所得成立立夫醫藥研究文教基金會，用以鼓勵國內外從事中醫藥及文化學術高深之研究及推廣，在當時中醫不被相信以及被打壓的情況下極力推崇中醫，因此有「中醫保鑣」的稱號，對中華文化以及儒家思想也有極大貢獻。雖返华後主動退出政壇，但因是國民黨元老並對中華文化及中醫藥貢獻許多，仍非常受兩岸政治人物、學者及中醫界人士尊敬。陈立夫一生写了30本书、编了70本书、翻译了15本书，他的许多思想都在他的作品中集中得以反映。著有《陳立夫講唯生論》、《四書道貫》、《成敗之鑑》、《我怎樣活到一百歲》、《孟子之政治思想》、《孟子之伦理道德思想》、《人理学》、《中医科学理论基础之发现，及中医合作之必然性》、《國父道德言論類輯》与《中华医药专辑》，并主编《孔子学说对世界之影响》、《中华文化概述》、《易学应用之研究》三辑，及主持译印英人李约瑟所着《中国之科技与文明》等書。
陳立夫對兩岸和平共處以及希望兩岸統一也做過許多努力與建議。他在自傳《成敗之鑒》中提到在1988年「我與趙耀東同志、連同中央評議委員32人，提案以中國文化建立兩岸之共信，并以一百億元與中共共同開始建設國父實業計畫之一部分。藉以建立互信，進而達致兩岸之和平統一，此案通過中央評議會議，此一構想有勝于三民主義統一中國之號召，中共方面有趙紫陽政之反應贊成，但吾政府方面，似怕中共之乏誠意，未有進行，儘管海內外各方面反應極佳，此案仍不免胎死腹中，殊為可惜。」
另外在中國國民黨第十五屆中央評議委員第四次會議上，陳立夫與梁肅戎聯署提交《國共第三次合作，共議和平統一案》，提出三點具體建議：第一，由連戰率團訪問大陸，與中共中央總書記江澤民進行高峰會議，發表聲明，共同反對臺獨，朝向統一的道路前進；第二，加強國共兩黨間的合作，組成國家統一委員會，在兩岸互設辦事處，進行政治、經貿、文化、體育等各項交流活動；第三，在最短期間內積極推動三通，增進兩岸人民感情，減少敵意，為兩岸和平統一奠定基礎。此提議除设置国统会外，其餘未經当时政府採納。
中華人民共和國前總理周恩来曾讚許陳立夫說：“陳立夫是一位值得被尊敬的敵人。”

## 逝世
陳立夫於2001年2月8日晚8時50分左右在醫院的加護病房辭世，走過跨越1世紀的人生，享嵩壽101歲。墓地位於觀音山區台北縣五股鄉成州村西雲寺址旁的五股示範公墓內。
中華民國政府通過總統頒佈褒揚令給予褒揚，褒揚令原文為：
|  | 總統府前資政、私立中國醫藥學院董事長陳立夫，襟期閎遠，性行謙沖。幼承庭訓，飽讀經史。及長志懷奇節，精研工礦，榮獲美國匹茨堡大學碩士學位。學成遄歸，膺任黃埔軍校校長先總統 蔣公機要秘書，參與東征、北伐各役，發明密碼編譯製作，設立短波無線電臺，啟用新知，決勝千里；敉平動盪，卓著勳績。抗日軍興，洊膺教育部部長，制定戰時教育綱領，撫輯流亡學生，為國育才，成效斐然。行憲伊始，先後出任立法院副院長、行政院政務委員、總統府資政等職，讜論嘉謨，益宏靖獻。公餘治學勤奮，著作等身，尤以「四書道貫」一書，窮理致義，善導群生；宏揚儒學，蜚聲寰宇。晚歲獲聘私立中國醫藥學院董事長，闡揚中華醫藥精髓，倡導中西醫藥一體，發隱抉微，中外同欽。期頤上壽，人瑞國珍。茲聞溘逝，愴悼殊深，應予明令褒揚，以示政府篤念耆賢之至意。 總 統 陳水扁 行政院院長 張俊雄 |

## 家庭
陳立夫與孫祿卿結為夫妻，育三子一女，孫祿卿早年畢業于上海美專，為國畫大師劉海粟弟子。陳立夫與孫祿卿都是浙江湖州人，是指腹為婚的。13歲那年訂婚，直到23歲陳立夫出國前才第一次見過面。雖然是老式婚姻，但感情很好，共同生活了65年。陳立夫自己總結的婚姻經驗是“愛其所同，敬其所異”。子女中唯一留在台灣的只有最小的兒子陳澤寵一家，其他後人均在美國定居。
陳澤安，畢業于金陵大學農學系，赴美深造于威斯康辛大學獲碩士學位，再於新罕姆西夏大學獲博士，是植物病理學家，現定居美國。育有三子一女，陳紹虞，陳紹舜，陳紹玲，陳紹瑾。
陳澤甯，畢業于台灣國立台灣大學，後於美國麻省理工學院獲機械工程博士學位，現定居美國。育有三子，陳紹文，陳紹彬，陳紹傑。
陳澤容，16歲時就赴美學音樂，於美國乔治亚学院獲美術學士，現在美國定居。育有二子一女，俞國平，俞小容，俞季平。
陳澤寵，美國普度大學航空工程系學士，普度大學MBA和工業設計系的雙科碩士。曾接手擔任財團法人立夫醫藥研究文教基金會董事長，是陳立夫子女中唯一未赴美定居者。其妻林穎曾為國學大師林尹之女。2005年8月赴北京旅遊，因感冒不適到北京中日友好醫院檢查，卻被建議切除肝腫瘤，手術中大量出血，術後病情惡化，北京中日友好醫院卻無積極處理，轉至武警總醫院緊急換肝後仍告不治，享壽六十四歲。其妻林穎曾為此，提出非常多的證據有關北京中日友好醫院嚴重失責並試圖隱瞞事實。其育有二子，陳紹誠，陳紹仁。
陳澤寵長子陳紹誠為台灣著名時尚F4，現繼承陳立夫遺志推廣中華文化、儒學、中醫藥。

## 其他
中國醫藥學院事件：對于外界質疑的中國醫藥學院校產糾紛，陳立夫三子陳澤寵說，學校并沒有校產之爭。陳澤寵透露陳立夫的遺愿是希望中國醫藥學院成為國立的綜合大學。
紫砂壶事件：陳立夫三子陳澤寵媳林颖曾代表陈立夫的子女，於2005年8月對北京中拍国际拍卖有限公司將拍卖之120件“陈立夫旧藏紫砂壶”一事发表声明，称陳立夫一生从没有收藏过紫砂壶，关于“所拍紫砂壶系陈立夫当年所有”的说法纯属子虚乌有。
林颖曾向媒体展示了居住美国的陈立夫次子陈泽宁的亲笔信函说明，这封信中写到：“澤寵弟、穎曾妹：近日讀新闻之‘陳立夫珍藏紫砂壶将在京拍卖’大感错愕。此事决非事實，有害父亲生前的清名。我們都知道父亲一生不是個有收藏嗜好的人，难得有几件有价值的艺术品，他一向都让母亲和我们兄弟们知道，我们既然都不知道这些紫砂壶，那就决不可能是事实。兹请弟妹查清此次消息的来源，作充分的了解和适当处理，以免让此事有伤于父亲的清名。”
北京中拍國際拍賣公司於2005年8月14日以人民幣七百八十萬元起拍價“陈立夫旧藏紫砂壶”120件，但由於紫砂壺是否為陳立夫珍藏有爭議，這批拍品因無人競投而流拍。

## 履歷
| 年份                          | 事件                                                                                         |
| 1922年                        | 畢業于北洋大學採礦系。                                                                       |
| 1925年                        | 獲美國匹茲堡大學採礦學碩士學位。                                                             |
| 1925年9月                     | 回國，任黃埔陸軍軍官學校校長辦公廳機要秘書，隨侍蔣介石。                                     |
| 1928年4月27日－1928年6月30日  | 任（國民政府）戰地政務委員會委員。                                                           |
| 1928年－1931年                | 任（國民政府）建設委員會委員。                                                               |
| 1928年                        | 任國民黨中央組織部調查科主任。                                                               |
| 1929年                        | 任國民黨中央党部秘書長，時年29歲，是國民黨歷史上最年輕的秘書長。                             |
| 1929年－1931年                | 任導淮委員會委員（國民政府）                                                                 |
| 1929年2月－1932年12月         | 任考選委員會委員（國民政府）                                                                 |
| 1931年                        | 任國民黨中央組織部部長。                                                                     |
| 1933年10月5日－1938年3月5日   | 任國民政府委員                                                                               |
| 1933年－1947年                | 任全國經濟委員會委員（國民政府）                                                             |
| 1934年                        | 任國民政府土地委員會主任委員。                                                               |
| 1938年1月1日－1944年11月20日  | 任教育部部長（國民政府）                                                                     |
| 1939年                        | 任戰地黨政委員會委員（國民政府）                                                             |
| 1944年                        | 任正中書局董事長                                                                             |
| 1947年－1950年                | 任中央日報董事長                                                                             |
| 1948年6月18日－1948年12月22日 | 任立法院副院長                                                                               |
| 1948年12月22日－1949年3月21日 | 任行政院政務委員                                                                             |
| 1949年                        | 隨中華民國政府去臺灣。                                                                       |
| 1949年6月12日－1950年3月10日  | 任行政院政務委員                                                                             |
| 1950年3月－1996年5月19日      | 任總統府資政                                                                                 |
| 1950年7月－2001年2月8日       | 任中國國民黨中央評議委員                                                                     |
| 1951年                        | 赴美國定居。                                                                                 |
| 1967年8月23日－1991年3月27日  | 任中華文化復興運動推行委員會副會長                                                           |
| 1967年－2001年2月8日          | 任中華文化復興運動總會中西醫合作推行委員會主任委員                                           |
| 1966年                        | 賀蔣介石八十大壽，首次返台                                                                   |
| 1967年－2001年2月8日          | 任中華民國孔孟學會理事長                                                                     |
| 1969年                        | 于臺灣定居，歷任中國國民黨中央評議委員會主席團主席、中國醫藥學院董事長、孔孟學會理事長等職。 |
| 1972年－2001年2月8日          | 任中國醫藥學院董事長                                                                         |
| 1989年                        | 創立財團法人立夫醫藥研究文教基金會任董事長                                                   |
| 2000年10月                    | 因肺炎併發心肌梗塞而住進醫院。                                                               |
| 2001年2月8日                  | 晚近九時 在台中市中國醫藥學院附設醫院逝世。                                                  |